# Wybory do rad narodowych w Polsce w 1954 roku
Wybory do rad narodowych w Polsce w 1954 roku – pierwsze po wojnie wybory do rad narodowych w PRL przeprowadzone 5 grudnia 1954 r. na podstawie nowo uchwalonej Konstytucji. Wybory zostały zarządzone przez uchwałę Rady Państwa z 30 września 1954 r.
Wybierano radnych do:
- wojewódzkich rad narodowych,
- powiatowych rad narodowych,
- miejskich rad narodowych,
- dzielnicowych rad narodowych,
- rad narodowych osiedli i
- gromadzkich rad narodowych.

Głosowano na jedną listę. Ogłoszono, iż frekwencja wyniosła od 92–96%, a kandydaci Frontu Narodowego zdobyli 97–99% głosów.